# ريكس سميث
ريكس سميث (بالإنجليزية: Rex Smith)‏ هو لاعب كرة قدم أمريكية أمريكي، ولد في 8 مارس 1896 في روشفورد في الولايات المتحدة، وتوفي في 18 يناير 1972.